# Saint-Nicolas (Pas-de-Calais)
Pour les articles homonymes, voir Saint-Nicolas.
Saint-Nicolas-lez-Arras redirige ici.
Saint-Nicolas, nommée également localement Saint-Nicolas-lez-Arras, est une commune française située dans le département du Pas-de-Calais en région Hauts-de-France. Ses habitants sont appelés les Médiolanais. La commune fait partie de la communauté urbaine d'Arras.

## Géographie

### Localisation
Localisée dans le sud-est du département du Pas-de-Calais, Saint-Nicolas est une commune limitrophe de la commune d’Arras, (chef-lieu d'arrondissement et préfecture du Pas-de-Calais).
Le territoire de la commune est limitrophe de ceux de quatre communes.
Les communes limitrophes sont Roclincourt, Arras, Sainte-Catherine et Saint-Laurent-Blangy.

### Géologie et relief
La superficie de la commune est de 3,19 km2 ; son altitude varie de 52  à   102 mètres.

### Hydrographie
La commune, située dans le bassin Artois-Picardie, est, selon le Service d'administration nationale des données et référentiels sur l'eau (Sandre), drainée par cinq cours d'eau :
- La Scarpe, que l'on distingue en deux parties :
  - la Scarpe canalisée, d'une longueur de 67,09 km, qui prend sa source dans la commune d'Arras et se jette dans L'Escaut canalisée au niveau de la commune de Mortagne-du-Nord dans le département du Nord[4],
  - la Scarpe rivière, d'une longueur de 26,8 km qui prend sa source dans la commune de Tincques et se jette dans la Scarpe canalisée au niveau de la commune[5].
- la rivière le Crinchon, un affluent en rive-droite de la Scarpe, d'une longueur de 18,99 km, qui prend sa source à Bailleulmont, se jette dans la rivière Scarpe au niveau de la commune[6] ;
- le Saint-Laurent-Blangy, d'une longueur de 1,11 km qui prend sa source dans la commune et se jette dans la Scarpe canalisée au niveau de la commune de Saint-Laurent-Blangy[7] ;
- la rivière la scarpe, d'une longueur de 0,13 km qui prend sa source dans la commune et se jette dans le Crinchon au niveau de la commune[8].

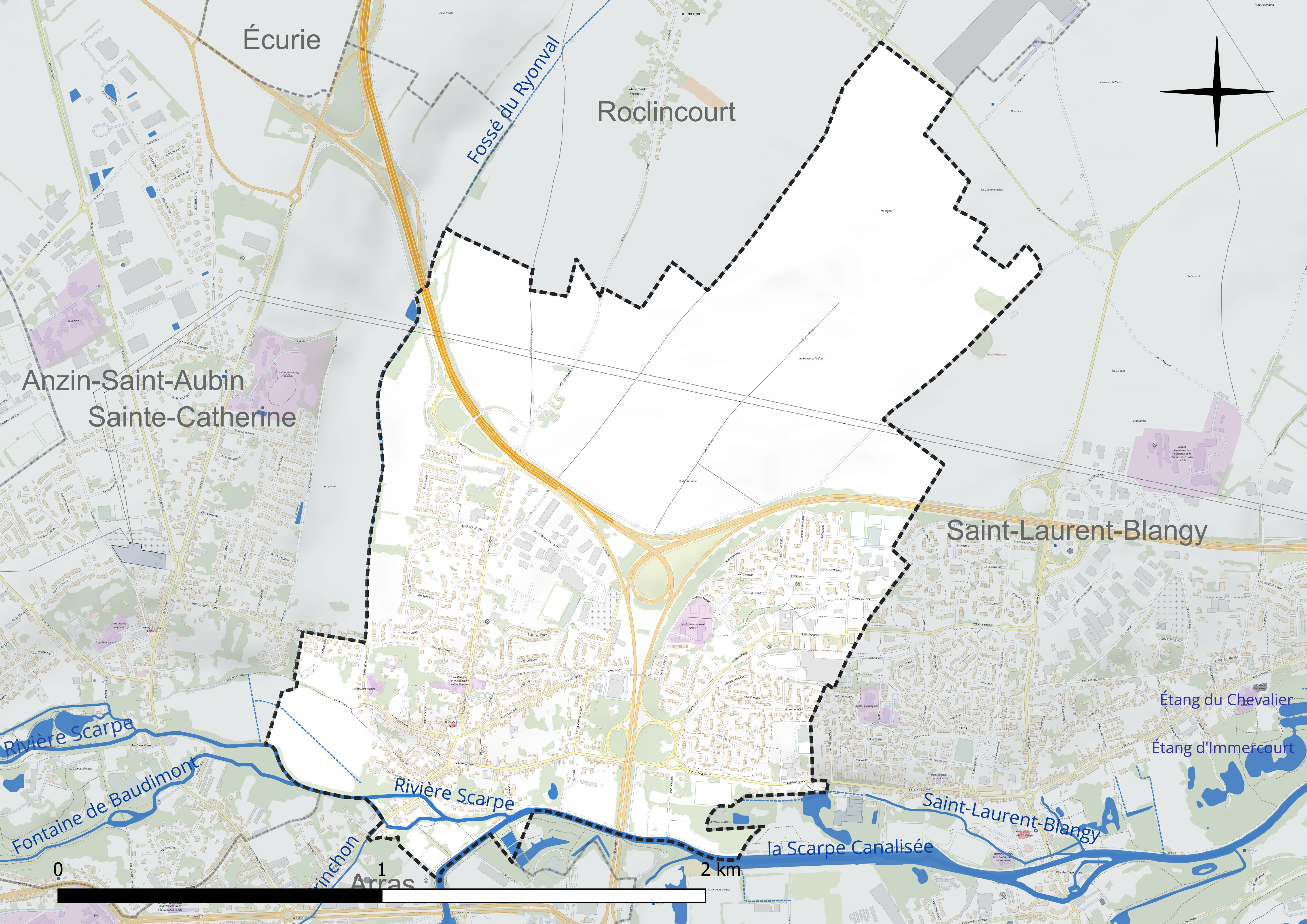
Réseau hydrographique de Saint-Nicolas[Note 1].
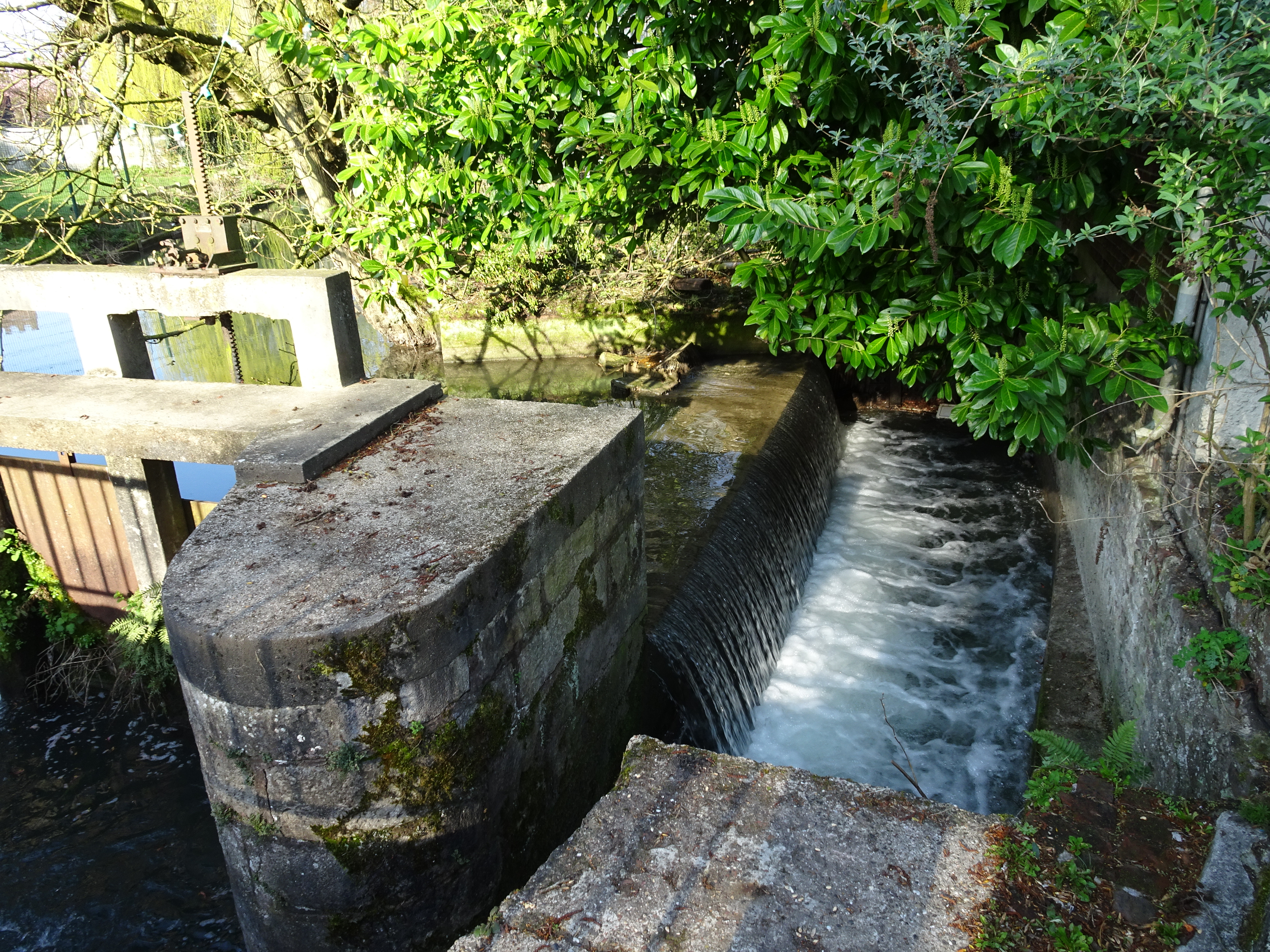
La Scarpe dans la commune.

### Climat
Pour des articles plus généraux, voir Climat des Hauts-de-France et Climat du Nord-Pas-de-Calais.
En 2010, le climat de la commune est de type climat océanique dégradé des plaines du Centre et du Nord, selon une étude du Centre national de la recherche scientifique (CNRS) s'appuyant sur une série de données couvrant la période 1971-2000. En 2020, Météo-France publie une typologie des climats de la France métropolitaine dans laquelle la commune est exposée à un climat océanique et est dans la région climatique Nord-est du bassin Parisien, caractérisée par un ensoleillement médiocre, une pluviométrie moyenne régulièrement répartie au cours de l’année et un hiver froid (3 °C).
Pour la période 1971-2000, la température annuelle moyenne est de 10,2 °C, avec une amplitude thermique annuelle de 14,6 °C. Le cumul annuel moyen de précipitations est de 737 mm, avec 11,7 jours de précipitations en janvier et 8,8 jours en juillet. Pour la période 1991-2020, la température moyenne annuelle observée sur la station météorologique la plus proche, située sur la commune de Wancourt à 9 km à vol d'oiseau, est de 10,8 °C et le cumul annuel moyen de précipitations est de 711,4 mm,. Pour l'avenir, les paramètres climatiques de la commune estimés pour 2050 selon différents scénarios d'émission de gaz à effet de serre sont consultables sur un site dédié publié par Météo-France en novembre 2022.

## Urbanisme

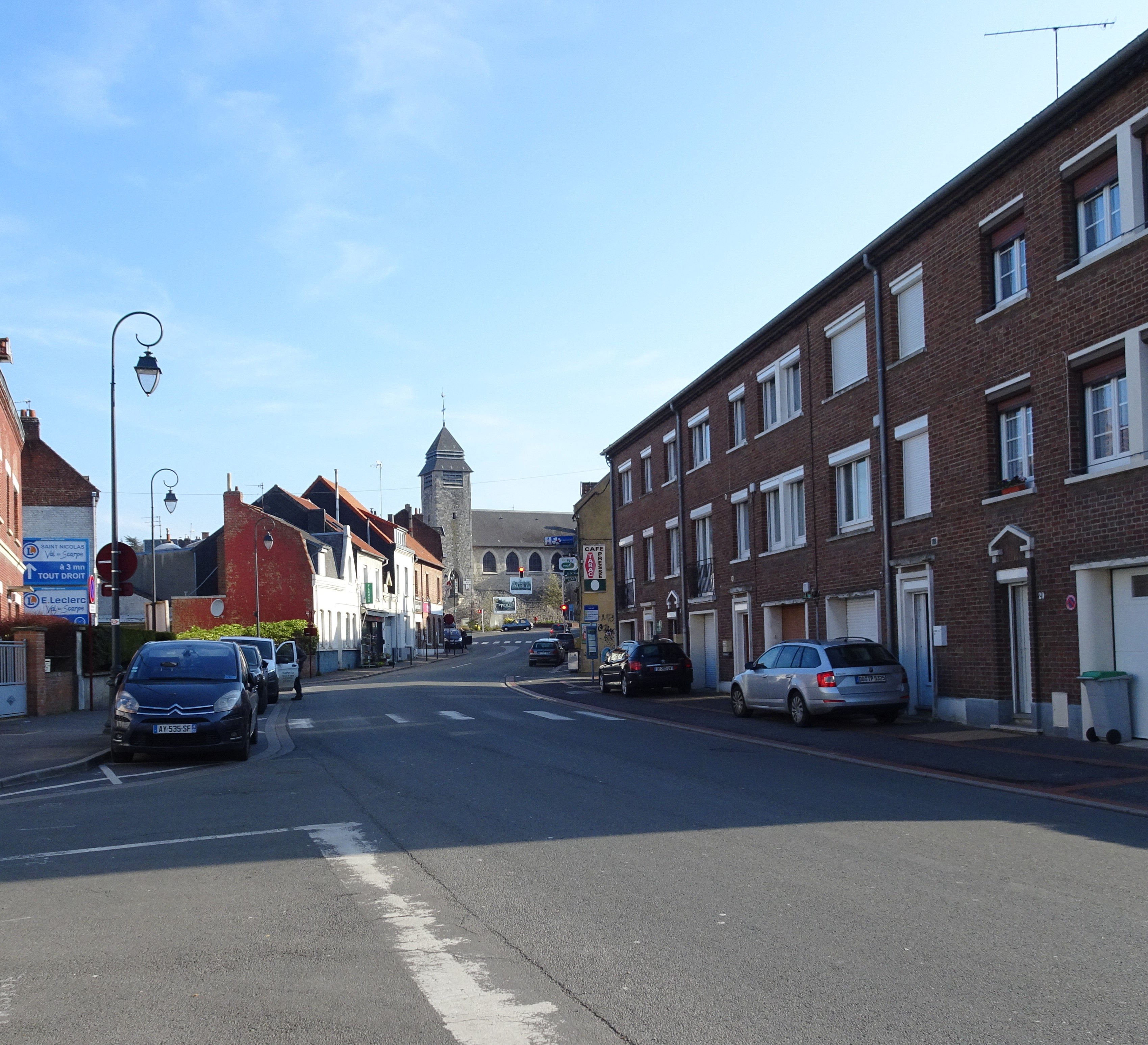
Le centre-ville.

### Typologie
Au 1er janvier 2024, Saint-Nicolas est catégorisée grand centre urbain, selon la nouvelle grille communale de densité à sept niveaux définie par l'Insee en 2022.
Elle appartient à l'unité urbaine d'Arras, une agglomération intra-départementale regroupant 15  communes, dont elle est une commune de la banlieue,,. Par ailleurs la commune fait partie de l'aire d'attraction d'Arras, dont elle est une commune du pôle principal,. Cette aire, qui regroupe 163 communes, est catégorisée dans les aires de 50 000 à moins de 200 000 habitants,.

### Occupation des sols
L'occupation des sols de la commune, telle qu'elle ressort de la base de données européenne d’occupation biophysique des sols Corine Land Cover (CLC), est marquée par l'importance des territoires artificialisés (51,4 % en 2018), en augmentation par rapport à 1990 (41,2 %). La répartition détaillée en 2018 est la suivante : 
terres arables (48,6 %), zones urbanisées (31,4 %), zones industrielles ou commerciales et réseaux de communication (11,6 %), espaces verts artificialisés, non agricoles (8,4 %). L'évolution de l’occupation des sols de la commune et de ses infrastructures peut être observée sur les différentes représentations cartographiques du territoire : la carte de Cassini (XVIIIe siècle), la carte d'état-major (1820-1866) et les cartes ou photos aériennes de l'IGN pour la période actuelle (1950 à aujourd'hui).

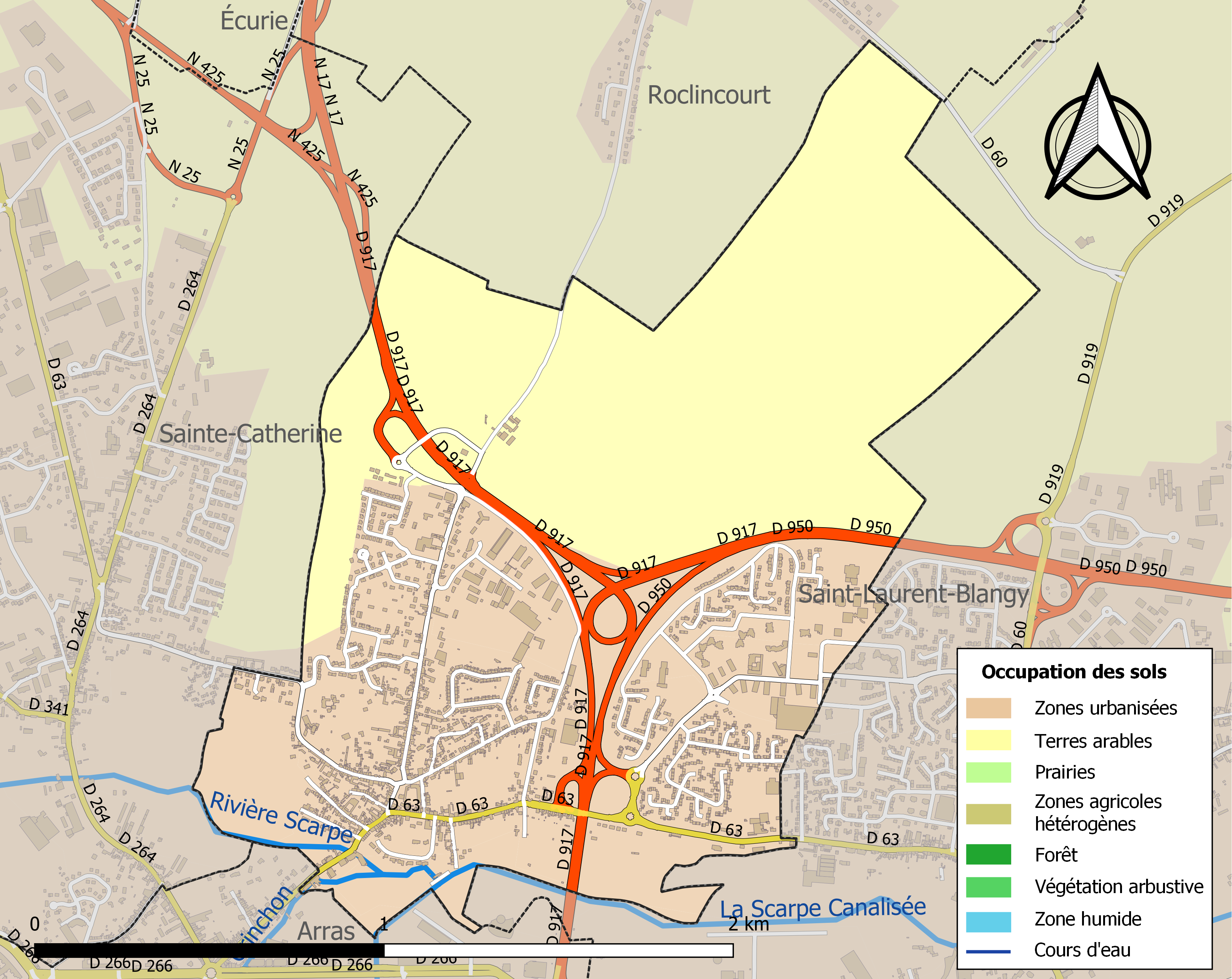
Carte des infrastructures et de l'occupation des sols de la commune en 2018 (CLC).

### Lieux-dits, hameaux et écarts
Sur le territoire de la commune se trouve le hameau de Ryonval, partagé avec Sainte-Catherine.

## Toponymie
Le nom de la localité est attesté sous les formes Medens en 1022 ; Beatus Nicolaus de Mellens en 1154-1159 ; Mellenz en 1161 ; Meaullens en 1169 ; Meallens en 1194, Meallenz au XIIe siècle ; Méaulens en 1225 ; Miallens en 1243 ; Méaulen en 1250 ; Miaullens, Meulens, Miaulans au XIIIe siècle ; Saint-Nicholay en 1329 ; Miaoulens en 1333 ; Maulens au XIVe siècle ; Saint-Nicolay-à-Miolens en 1442 ; Saint-Nicolay-de-Myolens ès fauxbours d’Arras en 1454 ; Saint-Nicolay, Molens au XVe siècle, Saint-Nicolas-au-Faubourg en 1560 ; Saint Nicolas en 1793 et Saint-Nicolas depuis 1801. Durant la Révolution, la commune porte le nom de La Fraternité.
Le nom de la commune s'écrit Sint-Niklaas en néerlandais.

## Histoire

### Préhistoire
L'homme de Néandertal occupe la région, à proximité de Saint-Nicolas, il y a 200 000 ans.

### Antiquité
Déjà au siècle dernier, Ricouart signale « pour moi, Méaulens est un Médiolanum, le village encaissé entre les deux rives de la Scarpe, des collines Baudimont jusqu'aux Rampes qui mènent à Écurie ».
L'habitat, composé de maisons de bois et de terre, est assez dispersé et devait s'étendre autour des rives marécageuses de la rive gauche de la Scarpe et du Crinchon sur des terrains aujourd'hui partagés entre la ville d'Arras et Saint-Nicolas. Son centre administratif et religieux se trouve à « Méaulens » d'après le sens celtique du terme, et donc probablement à Saint-Nicolas.
Les voies tracés par les Romains pour desservir la ville nouvelle que ces derniers bâtissent vont complètement ignorer Saint-Nicolas et la partie du futur Arras-Ville peuplés par des « indigènes ». Les voies vers le nord rayonnent de ce qui va devenir Sainte-Catherine.
Par deux fois, au livre III de ses commentaires, César désigne son camp par NEMETO-CENA. Cenna désigne bien une propriété mais aussi un promontoire, Nemeto un bois ou une clairière sacrée, ce qui est exactement la traduction de Méaulens. La trace de ce camp, assez vaste car il abrité au moin deux légions complètes, et à rechercher entre Baudimont et Étrun et se trouvais sans doute au Blancs-Monts, véritable promontoire dominant le Méaulens celte.

#### Christianisation de Saint-Nicolas
On ignore encore la date exacte de l'implantation chrétienne à Méaulens, pourtant, on peut noter quelques points de repères. Certaines légions romaines ont pu compter dans leur sein des soldats convertis au christianisme, on en relève la trace à Baudimont, dans la ville gallo-romaine.
La tradition veut que Saint-Vaast est apprivoisé un ours sauvage vivant dans les ruines d'un petit oratoire sur la rive droite du Crinchon près de Méaulens et de la Cité d'Arras, là où allait s'implanter la puissante abbaye Saint-Vaast d'Arras.
Il faut ensuite attendre un siècle pour avoir des éléments plus précis, sans nécessairement croire à la légende miraculeuse de la fontaine Saint-Kilien, il faut relevé que ce saint irlandais, évangélise la région arrageoise et ternésienne de 645 à 670, année de sa mort à Aubigny.
Or, le fief dit de Saint-Kilien ou d'Aubigny constitue jusqu'à la révolution, un petit ilot médiolanais indépendant, au milieu du cercle de la banlieue d'Arras que vont se partager le Chapitre de l'Evêque et l'Abbaye Saint-Vaast. Cela laisse supposer une possession du monastère d'Aubigny, bien antérieure à se partage.

### Moyen Âge

#### Le château de Méaulens

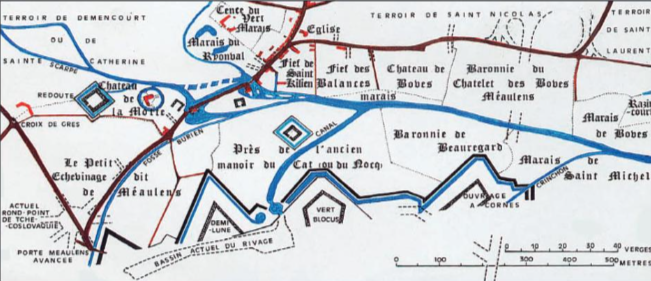
Emplacement de la seigneurie.

On ignore la position exacte du château primitif, de nombreuses terres dépendaient de la seigneurie, mais le siège s'étend à cette époque entre la rue de la Scarpe, à l'est, et la rue des Quatre-Crics à l'ouest, entre la route de Douai et la Scarpe.
D'abord nommée Méaulens jusqu'au XIIIe siècle, la seigneurie prend le nom de Boves-Méaulens lorsque le château passe dans les mains de la famille de Boves, originaire de ce village de Picardie.

#### La seigneurie d'Aubigny et sa fontaine Saint-Kilien
Au Moyen Âge, le fief Saint-Kilien ou d'Aubigny est le berceau de la cité médiolanaise, il fait face à l'église paroissiale et occupe l'angle formé par la bifurcation des routes d'Arras à Lille et de Saint-Nicolas à Douai.
Le fief Saint-Kilien se situe autour des actuelles rue du Paradis-aux-Chevaux et rue Anatole-France, où se situe aujourd'hui la café de Saint-Nicolas, et les ruines du manoir Bellon.
À l'origine, le fief devait s'étendre jusqu'à la Scarpe, mais au cours des siècles, Saint-Vaast revendique la possession des terrains, le long de la rivière en raison de sa seigneurie sur la Scarpe d'Anzin à Athies.
Que vient faire cette minuscule seigneurie dépendante du Prieuré d'Aubigny-en-Artois, noyée au milieu du pays de Méaulens que s'étaient soigneusement partagée le Chapitre de l'Évêque et l'Abbaye Saint-Vaast ? Une explication semble probable, ce fief appartenait déjà aux prêtres d'Aubigny au moment de la répartition des autels paroissiaux.
À Aubigny, l'ordre des facteurs est un peu inversé, Saint-Kilien reçoit du comte Eulfe un territoire et y fait bâtir une église au bord de la Scarpe. Un jour, les serfs du comte, occupés à la construction viennent dire au saint : « Maître, nous ne pouvons plus boire à la rivière, le soleil l'a mise à sec », le saint lève les yeux au ciel et fait une prière. Il plante son bâton dans le sol et une source limpide et claire jaillit sous ses pieds. Un ermitage s'établit à Aubigny autour de l'église que le saint avait édifiée et dans laquelle il est inhumé. Vers 1132, le comte du Ternois, Hugues, substitue des chanoines réguliers aux prêtres séculiers de l'église de Saint-Kilien. Les religieux de l'ordre de Saint-Augustin forment un prieuré ressortissant de l'abbaye du Mont-Saint-Éloi.

### Révolution française et Empire
D'après l'historien français Auguste de Loisne : « Saint-Nicolas, en 1789, était un des faubourgs de la ville d'Arras. Son église paroissiale, diocèse et doyenné d'Arras, était consacrée à saint Nicolas ; le chapitre d’Arras présentait à la cure. »

## Politique et administration

### Découpage territorial
La commune se trouve dans l'arrondissement d'Arras du département du Pas-de-Calais.

#### Commune et intercommunalités
La commune est membre de la communauté urbaine d'Arras qui regroupe 46 communes et totalise 109 776 habitants en 2021, elle est créée en 1965 sous le statut du district urbain d'Arras.

#### Circonscriptions administratives
La commune faisait partie depuis 1801 du canton d'Arras-Nord. Dans le cadre du redécoupage cantonal de 2014 en France, la commune est désormais rattaché au canton d'Arras-2.

#### Circonscriptions électorales
Pour l'élection des députés, la commune fait partie depuis 2012 de la deuxième circonscription du Pas-de-Calais.

### Jumelages
La commune est jumelée avec :
| Ville | Ville         | Pays | Pays      | Période     |
| ----- | ------------- | ---- | --------- | ----------- |
|       | Lipperode (d) |      | Allemagne | depuis 2005 |

## Équipements et services publics

### Espaces publics
La commune est labellisée « 2 fleurs » au concours des villes et villages fleuris.

## Population et société

### Démographie
Les habitants de la commune sont appelés les Médiolanais.

#### Évolution démographique
L'évolution du nombre d'habitants est connue à travers les recensements de la population effectués dans la commune depuis 1793. Pour les communes de moins de 10 000 habitants, une enquête de recensement portant sur toute la population est réalisée tous les cinq ans, les populations de référence des années intermédiaires étant quant à elles estimées par interpolation ou extrapolation. Pour la commune, le premier recensement exhaustif entrant dans le cadre du nouveau dispositif a été réalisé en 2007.

En 2022, la commune comptait 4 548 habitants, en évolution de −5,37 % par rapport à 2016 (Pas-de-Calais : −0,72 %, France hors Mayotte : +2,11 %).
| 1793 | 1800 | 1806 | 1821 | 1831 | 1836 | 1841 | 1846  | 1851  |
| ---- | ---- | ---- | ---- | ---- | ---- | ---- | ----- | ----- |
| 580  | 613  | 652  | 811  | 904  | 944  | 975  | 1 005 | 1 017 |

| 1856  | 1861  | 1866  | 1872 | 1876  | 1881  | 1886  | 1891  | 1896  |
| ----- | ----- | ----- | ---- | ----- | ----- | ----- | ----- | ----- |
| 1 000 | 1 015 | 1 076 | 986  | 1 034 | 1 087 | 1 182 | 1 222 | 1 285 |

| 1901  | 1906  | 1911  | 1921  | 1926  | 1931  | 1936  | 1946  | 1954  |
| ----- | ----- | ----- | ----- | ----- | ----- | ----- | ----- | ----- |
| 1 286 | 1 293 | 1 262 | 1 085 | 1 596 | 1 519 | 1 567 | 1 565 | 1 579 |

| 1962  | 1968  | 1975  | 1982  | 1990  | 1999  | 2006  | 2007  | 2012  |
| ----- | ----- | ----- | ----- | ----- | ----- | ----- | ----- | ----- |
| 1 936 | 2 402 | 4 072 | 6 224 | 6 121 | 5 659 | 5 134 | 5 059 | 4 660 |

| 2017  | 2022  | - | - | - | - | - | - | - |
| ----- | ----- | - | - | - | - | - | - | - |
| 4 738 | 4 548 | - | - | - | - | - | - | - |

#### Pyramide des âges
En 2018, le taux de personnes d'un âge inférieur à 30 ans s'élève à 34,5 %, soit en dessous de la moyenne départementale (36,7 %). À l'inverse, le taux de personnes d'âge supérieur à 60 ans est de 26,7 % la même année, alors qu'il est de 24,9 % au niveau départemental.
En 2018, la commune comptait 2 216 hommes pour 2 508 femmes, soit un taux de 53,09 % de femmes, légèrement supérieur au taux départemental (51,50 %).
Les pyramides des âges de la commune et du département s'établissent comme suit.
| Hommes | Classe d’âge | Femmes |
| ------ | ------------ | ------ |
| 0,4    | 90 ou +      | 1,9    |
| 5,3    | 75-89 ans    | 7,9    |
| 17,4   | 60-74 ans    | 20,1   |
| 19,7   | 45-59 ans    | 18,6   |
| 20,3   | 30-44 ans    | 18,9   |
| 17,3   | 15-29 ans    | 15,9   |
| 19,6   | 0-14 ans     | 16,7   |

| Hommes | Classe d’âge | Femmes |
| ------ | ------------ | ------ |
| 0,5    | 90 ou +      | 1,6    |
| 5,6    | 75-89 ans    | 8,9    |
| 16,7   | 60-74 ans    | 18,1   |
| 20,2   | 45-59 ans    | 19,2   |
| 18,9   | 30-44 ans    | 18,1   |
| 18,2   | 15-29 ans    | 16,2   |
| 19,9   | 0-14 ans     | 17,9   |

## Culture locale et patrimoine

### Lieux et monuments
- L'église Saint-Nicolas.
- Le monument aux morts[41].
- Le Saint Nicolas British Cemetery, cimetière militaire britannique.

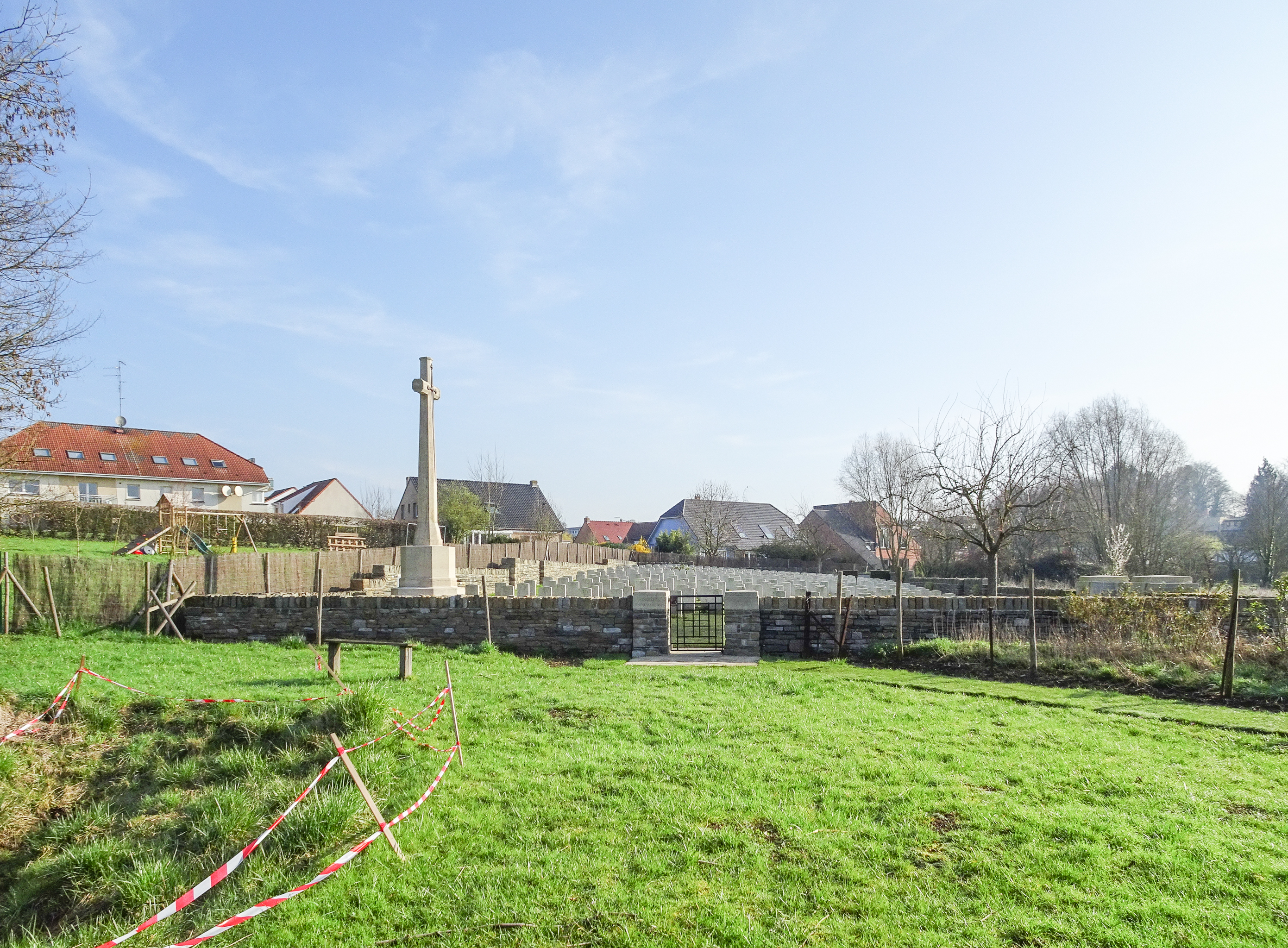
Le Saint Nicolas British Cemetery.

### Personnalités liées à la commune
- Louis-Gabriel Bellon (1819-1899), négociant, archéologue et collectionneur, maire de Saint-Nicolas.
- Marie-Louise Gheerbrant (1883-1969), infirmière distinguée pour son courage et son dévouement pendant les deux guerres mondiales, née dans la commune.

### Saint-Nicolas dans les arts
- Jean-Baptiste Camille Corot et Charles Desavary ont réalisées des tableaux représentant la commune.

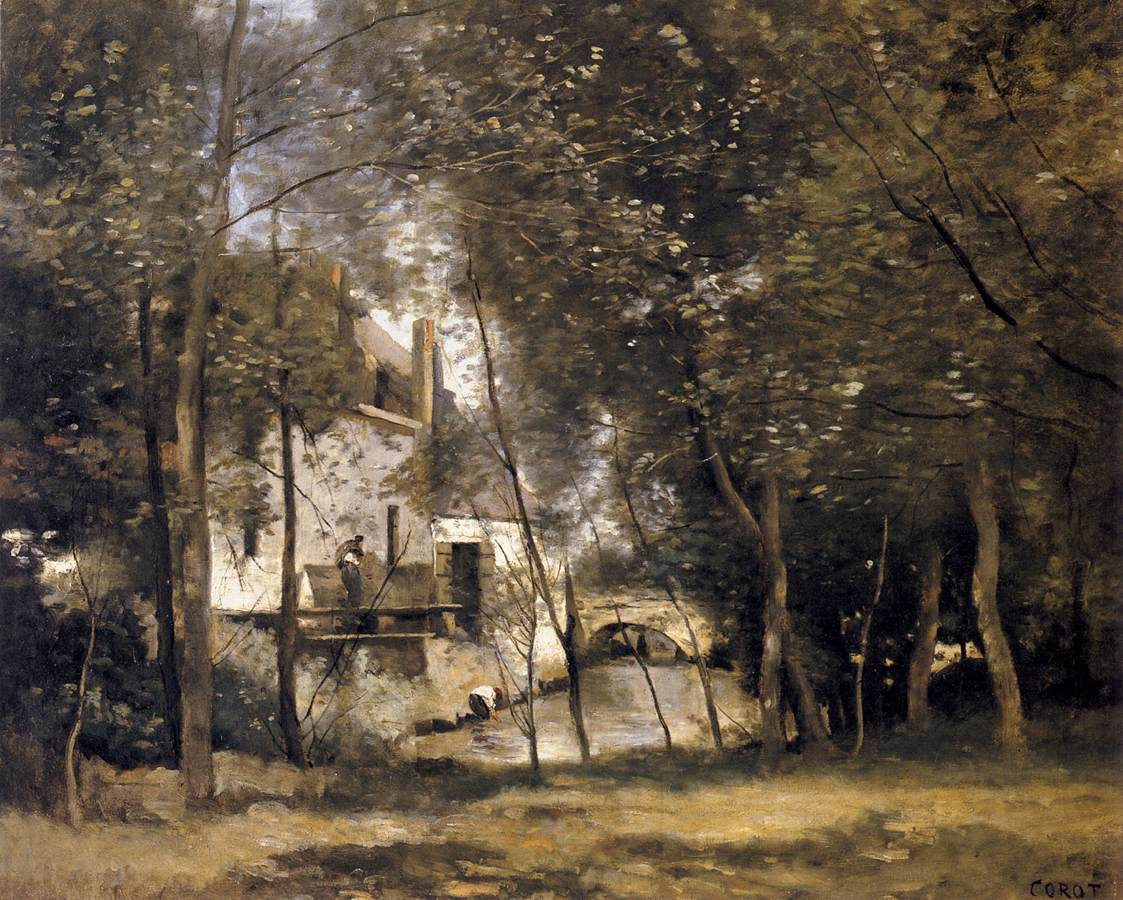
Le moulin de Saint-Nicolas-lez-Arras de Jean-Baptiste Camille Corot.
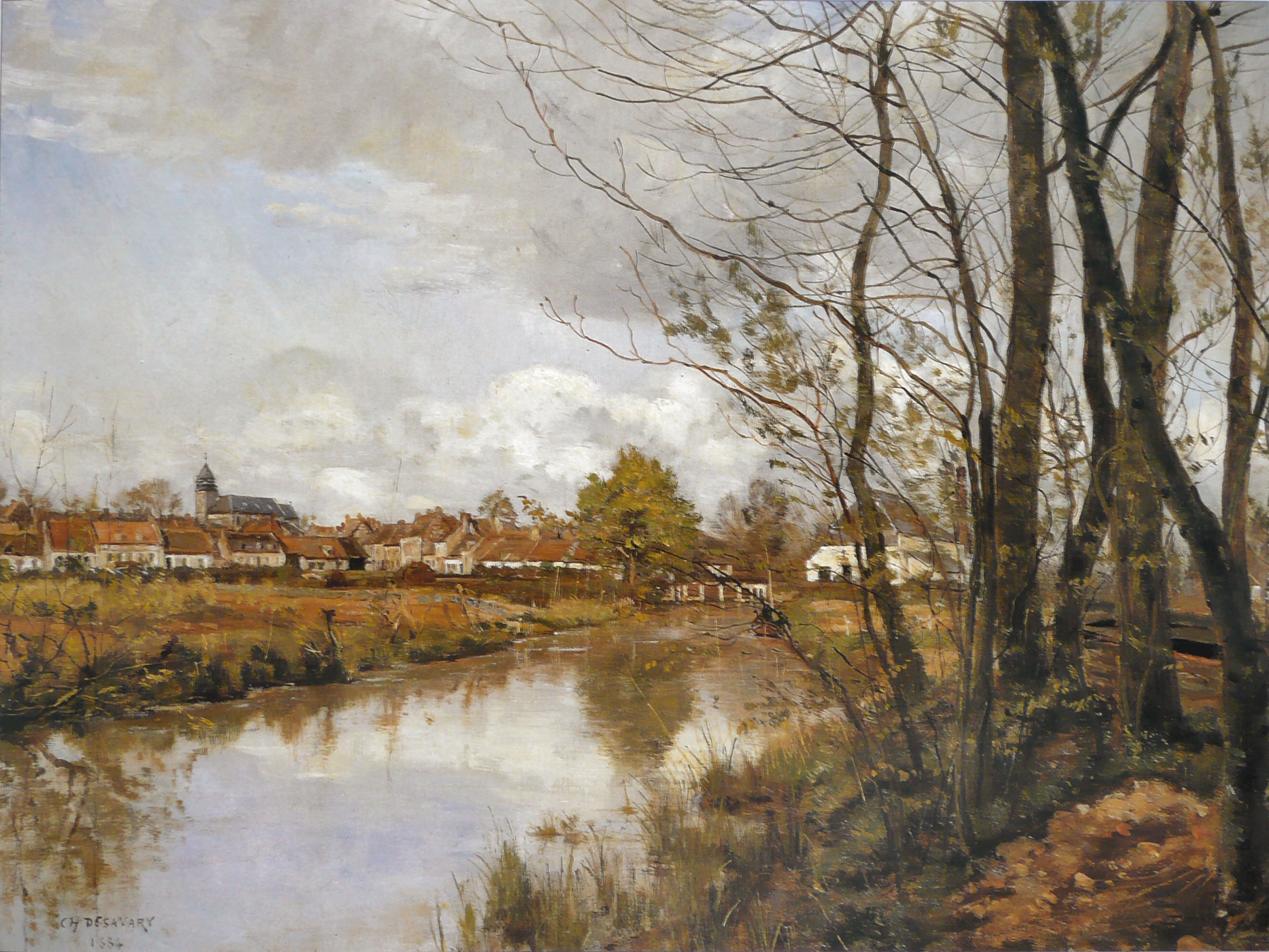
Saint-Nicolas, le moulin Gheerbrant de Charles Desavary.

### Héraldique
| Blason de Saint-Nicolas | Blason  | De gueules à la bande d'argent côtoyée de deux cotices du même. |
| Blason de Saint-Nicolas | Détails | Les armes de la commune de Saint-Nicolas-lez-Arras sont issues de celles de l'ancienne famille des chevaliers de Boves-Méaulens, qui s'illustre au XIIe siècle. L'auteur de cette lignée, Gautier, seigneur de Méaulens, le plus ancien trouvère d'Artois, cousin germain des Châtelains d'Arras, exerce la régence de cette charge et de ce fait, se trouve connu dans le monde sous le nom de Gautier d'Arras. Adopté par la municipalité le 7 décembre 1982. |

## Pour approfondir

#### Bases de données, dictionnaires et encyclopédies
- Ressources relatives à la géographie :   - Insee (communes)
  - Ldh/EHESS/Cassini
- Ressource relative à plusieurs domaines :   - Annuaire du service public français
- Notices d'autorité :   - BnF (données)